# غاريقون برازيلي
غاريقون برازيلي (الاسم العلمي: Agaricus brasiliensis) هو نوع من الفطريات يتبع جنس الغاريقون من فصيلة الغاريقونية.